# Nicippé fille de Pélops
Pour les articles homonymes, voir Nicippé.
Dans la mythologie grecque, Nicippé (en grec ancien Νικίππη / Nikíppê) est la fille de Pélops et d'Hippodamie, la sœur d'Atrée et de son frère jumeau Thyeste, et la mère d'Eurysthée.

## Famille
Elle épouse Sthénélos, fils de Persée et roi de Mycènes, dont elle conçoit trois enfants : Alcyone, Méduse et Eurysthée. 
Nicippé est enceinte d'Eurysthée trois mois après qu'Alcmène, épouse d'Amphitryon qui est fils d'Alcée, frère de Sthénélos, a conçu Héraclès de Zeus ; Héra piège son époux Zeus en lui faisant jurer que le prochain descendant de Persée qui allait naître sera roi ; elle obtient de sa fille Ilithyie, déesse des enfantements, que celle-ci retarde la naissance d'Héraclès et avance l'accouchement de Nicippé qui met au monde Eurysthée alors qu'elle est enceinte de sept mois. Eurysthée, premier des Perséides, devient ainsi roi d'Argolide.
Denys de Milet dans une scholie concernant Apollonios de Rhodes (4,223,228)  cite un Iphis frère d'Eurysthée, qui pourrait donc être un autre fils de Nicippé.

### Sources anciennes
- Pseudo-Apollodore, Bibliothèque [détail des éditions] [lire en ligne] (II, 4, 5).
- Diodore de Sicile, Bibliothèque historique [détail des éditions] [lire en ligne] (4, 12, 7).
- Apollonios de Rhodes, Argonautiques [détail des éditions] [lire en ligne] (2, 4, 5, 5).
- Homère, Iliade [détail des éditions] [lire en ligne] (XIX, 98-124).

### Dictionnaires
- (de) Richard Wagner, « Nikippe 1 », dans : Wilhelm Heinrich Roscher (dir.), Ausführliches Lexikon der griechischen und römischen Mythologie, Leipzig, 1902, vol. 3,1, col. 361 Lire en ligne.